# Premi Lumière 2006
La cerimonia di premiazione della 11ª edizione dei Premi Lumière si è svolta il 21 febbraio 2006 al Cinéma des Cinéastes di Parigi. È stata presieduta da Claudia Cardinale e presentata da Patrick Simonin.
A partire da questa edizione è stato introdotto il Premio del pubblico mondiale (Prix du public mondial), assegnato da TV5MONDE.

## Vincitori
- Miglior film: Tutti i battiti del mio cuore (De battre mon cœur s'est arrêté), regia di Jacques Audiard
- Miglior regista: Philippe Garrel - Les amants réguliers
- Migliore sceneggiatura: Michael Haneke - Niente da nascondere (Caché)
- Miglior attrice: Isabelle Huppert - Gabrielle
- Miglior attore: Romain Duris - Tutti i battiti del mio cuore (De battre mon cœur s'est arrêté)
- Migliore promessa femminile: Fanny Valette - La petite Jérusalem
- Migliore promessa maschile: Johan Libéreau – Douches froides
- Miglior film francofono: L'Enfant di Jean-Pierre e Luc Dardenne
- Premio del pubblico mondiale: Vai e vivrai (Va, vis et deviens), regia di Radu Mihăileanu